# Vieux-Trois-Rivières
Le Vieux-Trois-Rivières, ou site patrimonial de Trois-Rivières est le centre historique de la ville de Trois-Rivières au Québec (Canada). Ce quartier historique regroupant une cinquantaine de bâtiments institutionnels et résidentiels a été déclaré site patrimonial par le gouvernement du Québec en 1964.

## Histoire
Le secteur du site patrimonial est fréquenté par divers groupes nomades depuis au moins 4000 ans. La présence de terrasse sablonneuse, la jonction entre la rivière Saint-Maurice et le fleuve Saint-Laurent et l'abondance de ressources alimentaires favorisent l'établissement de grands regroupements pour l'échange de marchandises entre les Iroquoiens et Algonquiens. Lors des voyages de Jacques Cartier sur le Saint-Laurent, il y avait une douzaine de villages iroquoiens sur les basses-terres. Avec l'arrivée des Français, Trois-Rivières devient un endroit stratégique pour la traite des fourrures. Les Récollets fondent une mission à Trois-Rivières en 1615. 
Avant 1599, François Gravé du Pont se rend jusqu'à Trois-Rivières dans le but de trouver un lieu pour installer un poste de traite. En 1603, Samuel de Champlain voit en l'endroit un endroit stratégique pour la défense de la vallée et le commerce des fourrures. Il prévoit y installer un poste de traite. De grandes rencontres d'échange avec les Amérindiens se produisent en 1617 et 1622 sur le site. Ce n'est qu'en 1634 que le poste de traite est fondé sous la demande de Champlain par Laviolette (ou par certains historiens par Théodore Bochart du Plessis) à la suite des requêtes du chef algonquin Capitanal. Une habitation est construite sur le Platon avec quelques maisons pour y loger les artisans et soldats. Les registres de la paroisse de l'Immaculée-Conception y sont ouverts l'année suivante. 

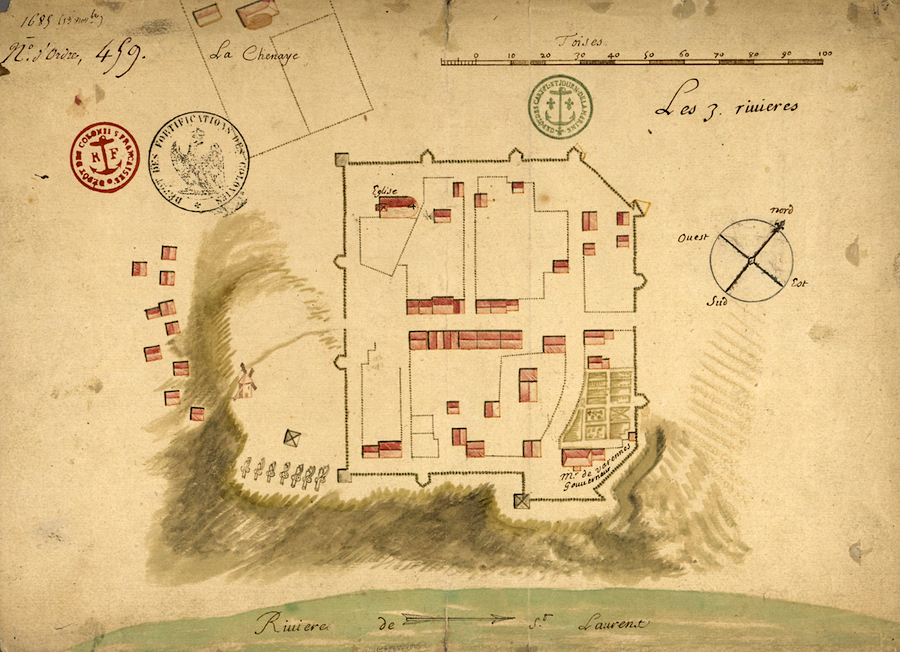
Plan du bourg de Trois-Rivières en 1685.

C'est sous la gouverne de Pierre Boucher, qui a été nommé capitaine du bourg en 1648, que le bourg est doté d'une palissade. Elle sera construite entre 1650 et 1653 et elle contiendra à son achèvement une trentaine de maisons. En 1663, lors d'une réorganisation administrative de la Nouvelle-France, Trois-Rivières devient le chef-lieu d'un gouvernement régional. Sur la demande de Mgr Jean-Baptiste de La Croix de Chevrières de Saint-Vallier, les Ursulines s'installent à Trois-Rivières en 1697. En 1700, elles emménagent dans leur couvent. 
La création du domaine du Roi en 1653 et le développement de Montréal en tant que plaque tournante de la fourrure exclue peu à peu Trois-Rivières du commerce des fourrures. Elle sert au début du XVIIIe siècle d'escale pour les chasseurs et les traiteurs qui viennent y faire réparer leurs outils. Au milieu du XVIIIe siècle, la ville compte une centaine d'habitations. Un incendie brûle en 1752 en tout 45 maisons, le couvent des Ursulines et la palissade, cette dernière ne sera jamais reconstruite.
À la suite de la conquête du Canada par les Britanniques en 1760, Trois-Rivières perd son statut de gouvernement régional et est rattaché au district de Montréal. L'ancienne maison du Gouverneur cumule les fonctions de caserne, de prison et d'hôpital militaire. La ville est brièvement occupée par les Américains en 1775 et 1776. Le manoir de Tonnancour loge les officiers durant quelques années. Au tournant du XIXe siècle, 50 % des habitants du bourg sont d'origine britannique. La ville retrouve un peu de son influence en devenant le siège d'un district judiciaire en 1792 et un diocèse en 1852.

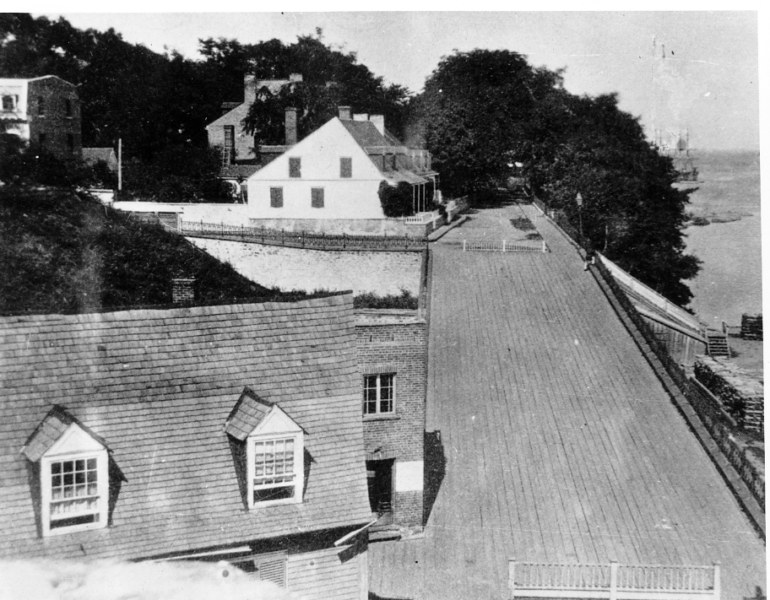
La terrasse Turcotte vers 1875.

L’influence de la communauté anglophone se fait particulièrement sentir dans l'achat en 1823 du couvent des Récollets par la communauté anglicane qui devient alors l'église et le presbytère de Saint-James. La place d'Armes a été aménagée en 1919 selon les plans de Percy Erskine Nobbs, à la suite de la demande de l'homme d'affaires Charles Ross Whitehead. Au long du XIXe siècle, l'importance du commerce des fourrures sera marginalisée au profit des forges du Saint-Maurice et de l'industrie de sciage du bois. La cité de Trois-Rivières est constituée en 1857 et la ville est divisée en quatre quartiers. L'ancien bourg a été inclus dans celui de Sainte-Ursule. La ville est reliée au réseau ferroviaire au cours des années 1870 et le port est modernisé à la même époque. La population de Trois-Rivières augmente à la suite de l'arrivée d'une bourgeoisie d'affaires et une population ouvrière. 

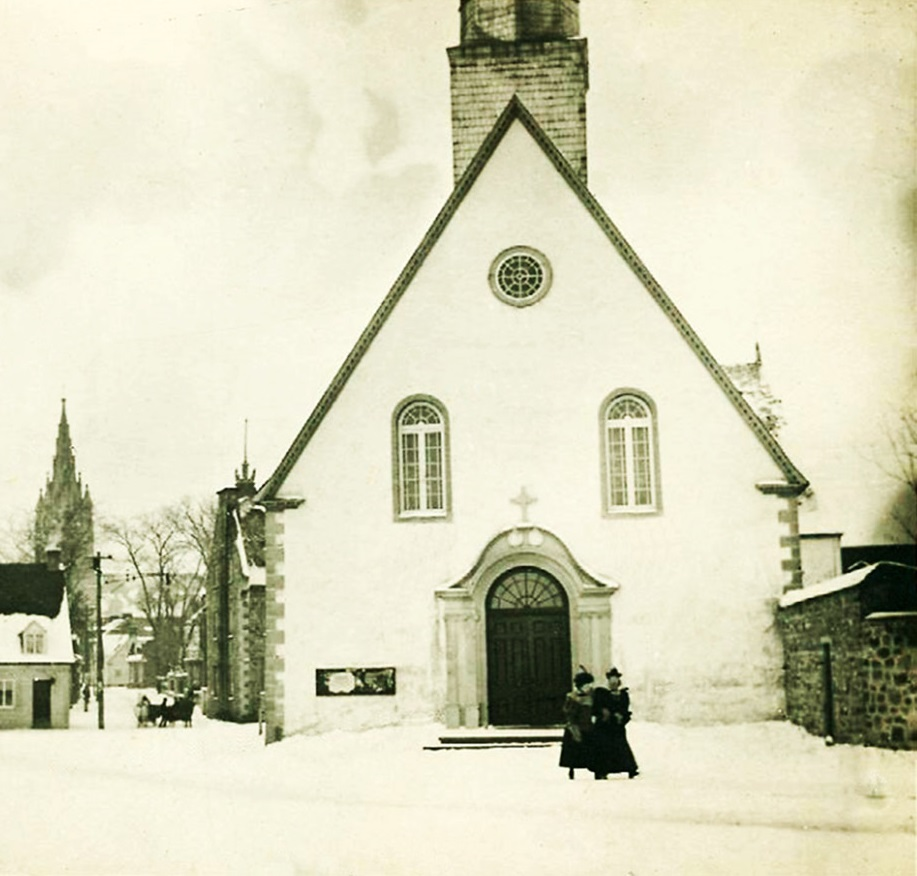
L'église paroissiale en 1906, deux ans avant sa destruction.

En 1857, le maire Joseph-Édouard Turcotte fait tracer un chemin reliant la rue des Remparts à la rue du Platon (maintenant rue des Forges). Cette nouvelle percée visuelle sur le fleuve devient rapidement un lieu populaire pour les Trifluviens. Face à la popularité du lieu Turcotte cède le chemin à la ville en 1860. En 1869, la ville fait bâtir un trottoir de bois le long de la rue des Remparts et qui prend alors le nom de « terrasse Turcotte », en l'honneur du maire. Vers 1881-1883, la terrasse est prolongée et élargie.
Le sud-ouest du Vieux-Trois-Rivières est détruit par l'incendie du 22 juin 1908. Cet incendie détruit entre autres les bâtiments situés sur le Platon ainsi que l'église paroissiale. Les maisons détruites seront remplacées par des maisons de style boomtown et des immeubles à logements pour les ouvriers. Lors des fêtes du Tricentenaire en 1934, la population de la ville développe un nouvel intérêt pour le secteur. Des plaques et monuments commémoratifs sont installés. Le site patrimonial de Trois-Rivières a été déclaré par le gouvernement du Québec le 6 mai 1964. Le périmètre du site s'inspire du projet de palissade dessiné en 1704 par Jacques Levasseur de Néré, en y ajoutant une partie de la propriété des Ursulines et en y excluant le bureau de poste,.

## Géographie
Le site patrimonial est situé sur une terrasse sablonneuse située à une altitude de 15 m dont le versant donne sur le fleuve Saint-Laurent. Ces dépôts ont été laissés par le retrait de la mer de Champlain, il y a 10 000 ans. Le sud-ouest du site avait une butte nommé le « Platon » surélevé à 35 m au-dessus du fleuve, mais cette dernière a été aplanie avec le temps. Le site avait aussi un ravin inaccessible entre le couvent des Ursulines et le fleuve. Il sera comblé au cours des siècles et est maintenant occupé par le jardin des Ursulines. La position du site, tout juste à l'ouest de la jonction entre deux importantes rivières, témoigne de l'importance du réseau hydrographique à l'époque du Régime français. Un ruisseau dessert l'ouest du Platon jusqu'au XVIIIe siècle.
Malgré la pression due à l'urbanisation, le couvert végétal est resté important à cause de l'aménagement d'espace public, comme la place d'Armes, et des espaces privées appartenant aux communautés religieuses, comme le jardin des Ursulines.

## Galerie

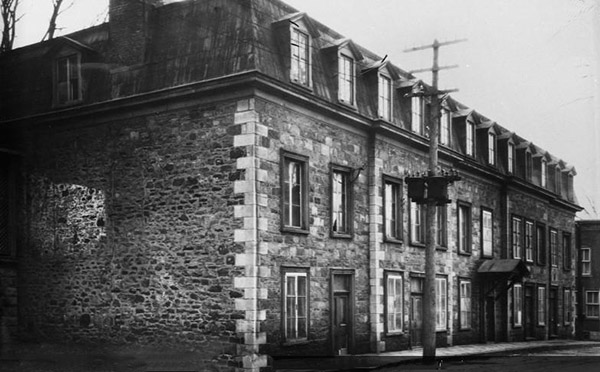
École des frères, encoignure des rues Saint-Pierre et Saint-François-Xavier, 1881.
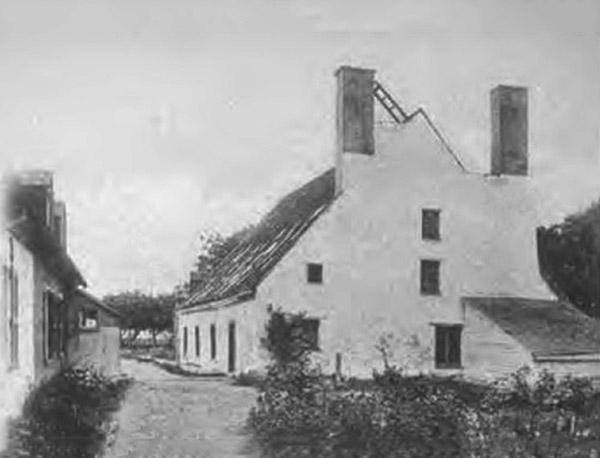
Ancienne maison du gouverneur de Ramezay construite en 1693. Les Ursulines en firent leur buanderie jusqu’en 1908.
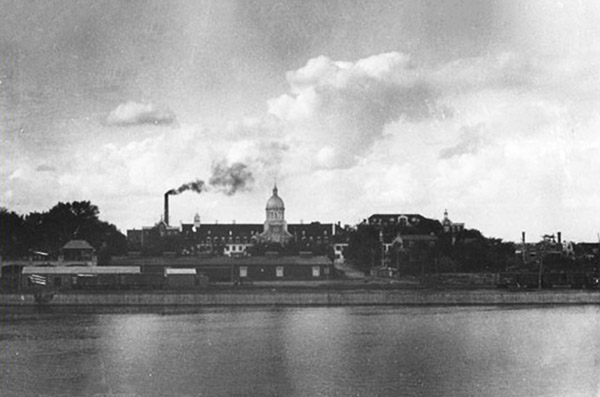
Vieux-Trois-Rivières vue du fleuve Saint-Laurent, vers 1900.
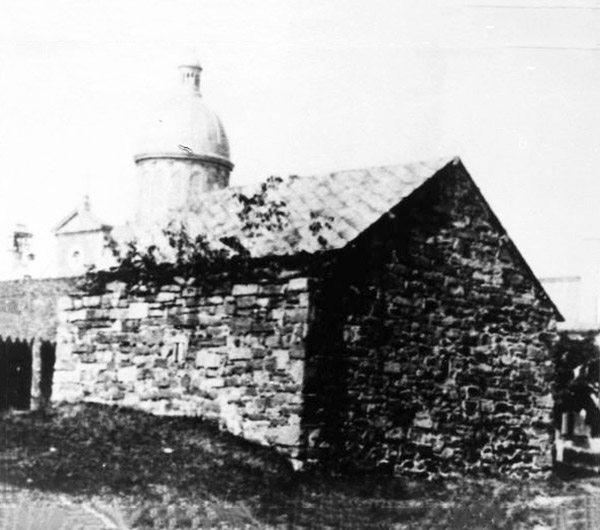
Poudrière de Trois-Rivières sous le Régime français.
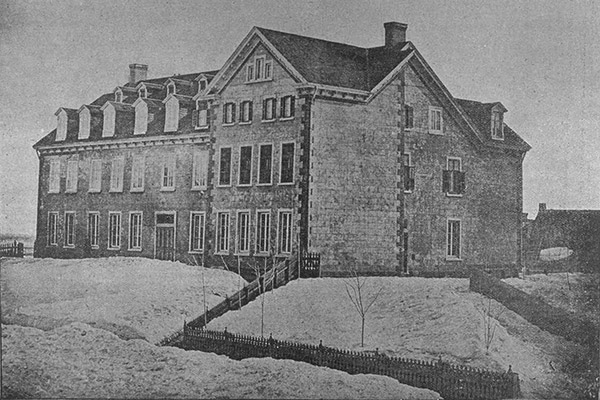
Ancienne résidence des gouverneurs des Trois-Rivières et bureaux de la douane, situé sur le Platon. Bibliothèque nationale du Québec.